# 香蒲桃
香蒲桃（学名：Syzygium odoratum）是桃金娘科蒲桃属的植物。分布于越南以及中国大陆的广西、广东等地，常生于平地疏林和中山常绿林中，目前尚未由人工引种栽培。